# Zalaegerszegi TE FC
A Zalaegerszegi TE FC, gyakran rövidítve ZTE FC, Zala megye szívében, Zalaegerszegen alakult. A klubot 1920-ban alapították, és az évek során számos kiemelkedő szezont produkált a magyar labdarúgásban. Különösen 2002-ben emelkedett ki, amikor megnyerte a magyar bajnokságot, ami története során először történt meg.

## Története
A Zalaegerszegi TE (ZTE) 1920-ban alakult meg. A csapat színe először fekete–fehér, majd zöld-fehér volt, a kék-fehér színösszeállítást a hetvenes évek végétől használja.
A klubszerűen szervezett sport előtt Zalaegerszegen 1912-ben mutatkozott be a futball játék, amikor egy helyi, alkalmi csapat Vasvár ellen mérkőzött és 4:2 arányban vesztett.
A zalaegerszegi kereskedők önképző egylete által verbuvált ifjú játékosok csáktornyai ellenfelükkel szemben minimális egy góllal (2:1) maradtak alul. Az eredménytelenül végződött kísérletezések ellenére, a játék továbbra is népszerű maradt és alkalmi mérkőzések sorát játszották a Vizsla téren. Az első világháború évei alatt ezek szüneteltek.

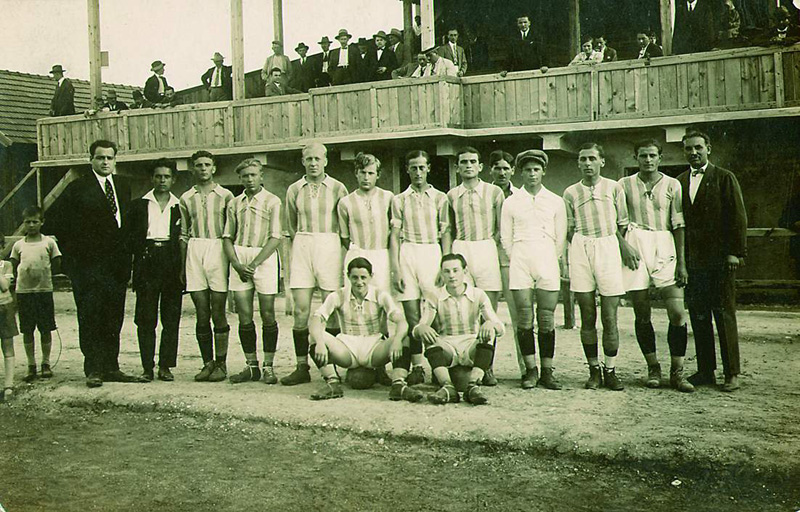
Az 1927-es csapat

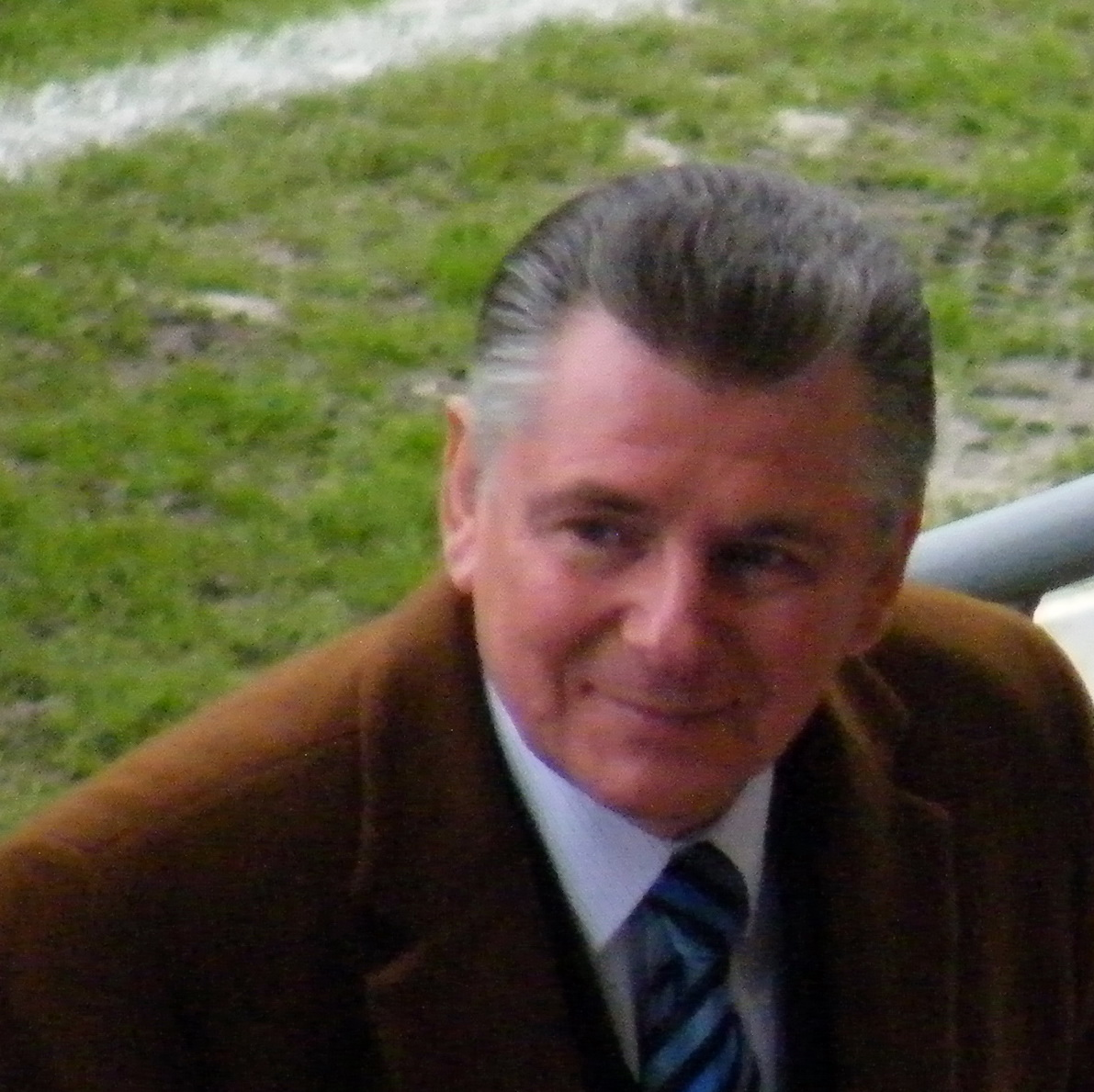
Nagy Ferenc, a klub korábbi elnöke

1920-ban a főleg város kisiparosai, munkásai részvételével Vadász József szervező munkájának eredményeként egy szakosztállyal megalakult a Zalaegerszegi Torna Egylet. Az alapítók a fekete-fehér színeket választották és létesítmény valamint alapszabály nélkül működtek. Ebben az időben a Mike fivérek, Varga, Nemes, a Nagy testvérek, Gombás, Kertész Jenő, Kertész Ödön, Zsömbölyi Sándor, Horváth, Polancz, Farkas, Barta István, Hoffmann, Kerkai István, Szabó, Toriszai, Schmidt, Löwi Géza, Dóczi, Borsod, Schwartz, Börcz, Lang István, Németh István, Farkas Lajos, Szűcs Imre, Vadász József voltak a leghíresebb játékosok.
Az 1921. augusztus 20-án lejátszott barátságos mérkőzés előtt vonták meg a ZTE labdarúgóitól a ZSE pálya használati jogát. Emiatt a Szombathelyi AK első osztályú csapatát a Vizslaréten, a játékosok által előkészített pályán, fogadták. 2:1-es vereséget szenvedtek, de a pályát mintegy 2000 néző állta körül.
A Nyugati Labdarúgó Alszövetség II. osztályában 1924-ben sikerrel kezdődött a ZTE bajnoki pályafutása, a Kámoni AC vendégeként az alábbi felállással értek el 2:2 arányú döntetlent: Varga (Nemes) – Gombás, Kertész J. – Kertész Ö., Zsömbölyi, Horváth (Polancz) – Farkas I., Barta, Hoffmann, Kerkai, Szabó.

A további győzelmek, sikerek nyomán egymásra talált játékosok és szurkolók összefogásával, saját erőből pályát építettek. A tíz évvel később elért bajnoki cím és osztályozó eredményeként az 1934/35-ös bajnoki évet már a Nyugati Alszövetség I. osztályában kezdhették. Újoncként a hatodik helyen végeztek, a következő évben azonban a kiesés sorsára jutottak, bár három csapatot is maguk mögé utasítottak a bajnoki táblázaton. 1939-ben hatósági intézkedés nyomán felszerelését és pályáját elvették, a klub további működését lehetetlenné tették. A harmincas években csapat legjobbjai Boronics, Koszta, Czirkovics I, Czirkovics II, Dorogi, Szökrönyös I, Doma, Bacsai, Borsos, Gondi, Kovács, Szabó R., Szökrönyös II, Szakál, Palkovics, Sárközi, Füleki, Dóczi, Tomózer, Sajben, Martinka, Szabó L. voltak.
A második világháború utáni években egyre több helyi egyesület alakult, vagy folytatta működését. Nevük és támogatóik gyakran változtak, ezért egyik sem tudott igazán a város vezető sportegyesületévé válni. Az 1957 elején létrejött két klub, a Zalaegerszegi Dózsa és Petőfi egyesülése rövid életűnek bizonyult, s néhány hónap után fel is bomlott. Június 6-án a Petőfi és a Ruhagyár fúziójának eredményeként, 19 éves szünetet követően alakult újra a Zalaegerszegi Torna Egylet. A régi-új klub labdarúgócsapata a Nemzeti Bajnokság 57 másodosztályú klubjának egyikeként a Nyugati csoportban, 18 ellenféllel szemben kezdte meg bajnoki szereplését.
Az elkövetkezendő években a csapat szinte mindig a középmezőnyben végzett, egy erős középcsapat alakult ki Zalaegerszegen.
1968. november 24-én, Zalaegerszegen a ZTE 5:2 arányban legyőzte a Pécsi Ércbányászt és megnyerte a bajnokságot az NB II Nyugati csoportjában. Ezzel a sikerrel feljutott az NB I/B-be az akkor még zöld-fehér csapat.
1972. október 1-én a ZTE-stadionban, 20 ezer néző előtt a Szegedi EOL csapata ellen aratott 4–0-s győzelem volt a csapat első győzelme a legmagasabb osztályban. Szintén ezen találkozón született meg a ZTE első élvonalbeli találata Gáspár Gyula révén. A további gólokat Kocsis Tamás, Tóth József és az akkor még újonc Soós István szerezték.
A következő majd' két évtizedben rendre a bajnoki táblázat középső harmadában végzett a csapat.
A fényesebb időszak Gellei Imre érkeztével következett. Ő 33 éves volt, amikor átvette a csapat irányítását. Vele kétszer is – 1985-ben valamint '86-ban – a negyedik helyig jutott. Ebben a csapatban Gass István, Galántai Tibor, Soós István voltak a legmeghatározóbb játékosok.
Hosszú időn keresztül azon csapatok közé tartozott, amelyek nem estek ki abból a bajnoki osztályból, amelyikben indultak.
Az MLSZ által mind a 16 élvonalbeli klub részére kiírt I. Magyar Labdarúgó Terembajnokság négyes döntőjét 1983. december 14. és 16. közt rendezték. A bajnokságot a ZTE nyerte meg és valamennyi különdíjat is a csapat tagjai kapták. A legjobb kapus: Balázs Zsolt, a gólkirály Soós István (9 góllal), a döntő legeredményesebb futballistája Péter Zoltán (7 góllal), a legjobb mezőnyjátékos pedig Czigány Csaba lett.
Ez egészen 1989. június 10-ig így is volt – mindaddig, míg az utolsó helyezettként kiestek a legmagasabb bajnoki osztálytól. Másodszor 1992-ben estek ki, de 1994-ben újra a legjobbak közé jutottak. Akkor a Siófok ellen az osztályozó első meccsén idegenben 4-3-as vereséget szenvedtek, de a hazai visszavágón fölényes, 6-0-s győzelemmel harcolták ki a feljutást. A mérkőzésen a későbbi NB I-es gólkirály Preisinger Sándor 3, Németh Tamás 2, Szabó II. Zsolt 1 góllal járult hozzá a sikerhez.
A csapat attól fogva egészen 2012-ig folyamatosan az NB I-es mezőny tagja volt.
2014-ben a Pharos 95' Kft vette át a Zalaegerszeg FC vezetését. A kezdeti pár évben hangsúlyt fektetek az infrastruktúra kiépítésére, az eredmények azonban eleinte elmaradtak, a 2017/18-as szezonban a csapat nagyon közel állt ahhoz, hogy kiessen a harmadosztályba és a nézőszám is jelentősen csökkent. Végül az utolsó fordulóban maradt benn a csapat az NB ll-ben.
A kiesést követően hét évvel, 2019-ben sikerült újra feljutnia az élvonalba.Utolsó meccsüket a már biztos kieső Monorral vívták amit 3-2 arányban megnyertek, ám a vendégek az utolsó percekben közel álltak a pont szerzéshez. Így a szezon végén bajnoki címet is ünnepelhetett a csapat.
A 2022–2023-as szezonban a ZTE csapata története során először magyar kupagyőzelmet ünnepelt; a 2023. május 3-án rendezett döntőben hosszabbítást követően 2–0 arányban legyőzte a másodosztályú Budafok csapatát.
A ZTE egyszeres első osztályú magyar bajnok, amelyet 2001–2002-ben értek el Bozsik Péter irányításával.
A bajnoki címet nyert csapat tagjai: 

Kapusok: Bardi Gábor, Turi Géza 

Hátvédek: Csóka Zsolt, Kocsárdi Gergely, Radoslav Kráľ, Szamosi Tamás, Udvari Tamás, Urbán Flórián

Középpályások: Babati Ferenc, Balog Csaba, Liviu Bonchiş, Andrej Doblajnszkij, Egressy Gábor, Józsi György, Darko Ljubojević, Molnár Balázs, Nagy Lajos, Róth Ferenc

Csatárok: Kenesei Krisztián, Radu Sabo, Waltner Róbert

## Sikerei
- NB I
  -  Bajnok (1): 2001–02
  -  Bronzérmes (1): 2006–07
- NB II
  -  Bajnok (1): 2018–19
- Magyar kupa
  -  Győztes (1): 2023
  -  Döntős (1): 2010
- Szuperkupa
  -  Döntős (1): 2002

## Névváltozások
- 1920: megalakulás Zalaegerszegi TE néven
- 1939–1957: átmenetileg nem működik a klub
- 1957: a Zalaegerszegi Dózsa és a Zalaegerszegi Petőfi egyesül, aztán rövid időn belül a Dózsa kiválik
- 1957: A Petőfi és a Ruhagyár Zalaegerszeg fúziója, újra Zalaegerszegi TE
- 1978: egyesülés a Zalaegerszegi Építőkkel
- 1996: Zalaegerszegi TE Football Club

## Bajnoki szereplések

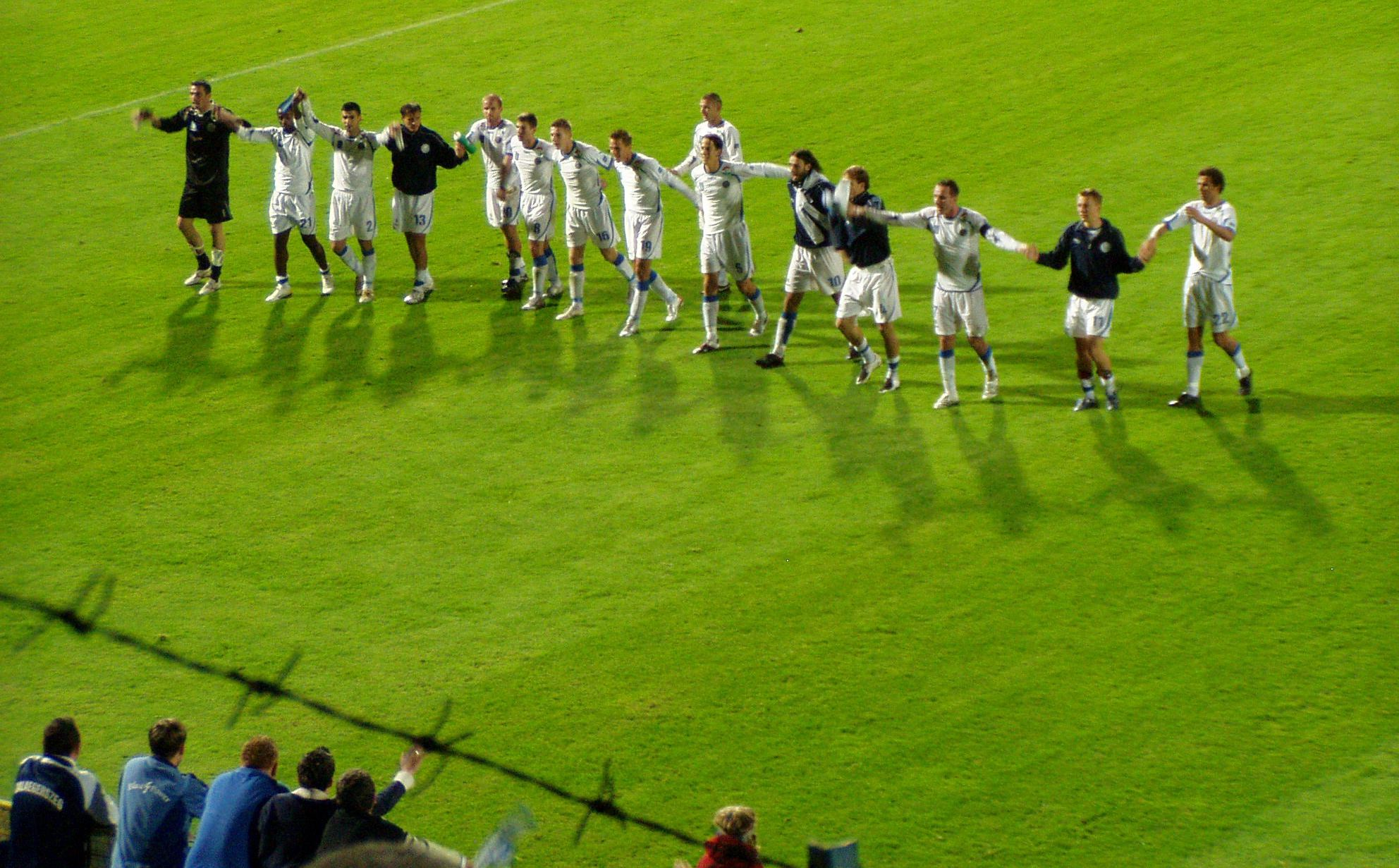
A csapat győzelmet ünnepel

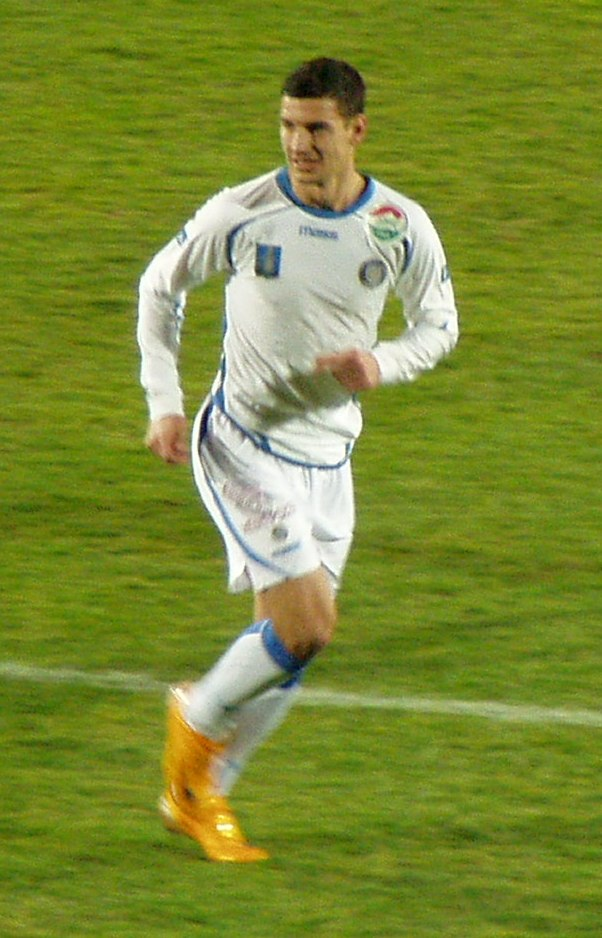
Waltner Róbert, minden idők legeredményesebb ZTE játékosa

| Szezon      | Osztály                                                                   | Helyezés | Mérkőzésszám | Győzelem | Döntetlen | Vereség | Gólkülönbség | Pontszám |
| ----------- | ------------------------------------------------------------------------- | -------- | ------------ | -------- | --------- | ------- | ------------ | -------- |
| 1922–23     | Vidéki bajnokságok – Nyugati kerület, II. osztály, Szombathelyi alosztály | –        | –            | –        | –         | –       | –            | –        |
| 1924–25     | Nyugati kerület, II. osztály, Szombathelyi alosztály                      | –        | –            | –        | –         | –       | –            | –        |
| 1925–26     | Nyugatmagyarországi kerület, II. osztály, Szombathelyi alosztály          | 10.      | 20           | 6        | 3         | 11      | -15          | 15       |
| 1926–27     | Nyugatmagyarországi kerület, II. osztály, Szombathelyi csoport            | 4.       | 16           | 6        | 5         | 5       | +3           | 17       |
| 1927–28     | Nyugatmagyarországi LASz, II. osztály, Szombathelyi csoport               | 12.      | –            | –        | –         | –       | –            | –        |
| 1928–29     | Nyugati LASz, II. osztály, Szombathelyi csoport                           | 7.       | 16           | 4        | 4         | 8       | -2           | 12       |
| 1929–30     | Nyugatmagyarországi LASz, II. osztály, Szombathelyi csoport               | 6.       | 14           | 4        | 2         | 8       | -10          | 10       |
| 1930–31     | Nyugatmagyarországi LASz, II. osztály, Szombathelyi alosztály             | 2.       | 13           | 8        | 1         | 4       | +6           | 17       |
| 1931–32     | Nyugatmagyarországi LASz, II. osztály, Szombathelyi csoport               | 3.       | 20           | 14       | 2         | 4       | +13          | 30       |
| 1932–33     | Nyugatmagyarországi LASz, II. osztály, Szombathelyi csoport               | 7.       | 14           | 3        | 2         | 9       | -11          | 8        |
| 1933–34     | Nyugatmagyarországi LASz, II. osztály, Szombathelyi csoport               | 1.       | 18           | 16       | 1         | 1       | +57          | 33       |
| 1934–35     | Nyugatmagyarországi LASz, I. osztály                                      | 8.       | 22           | 9        | 2         | 11      | -15          | 20       |
| 1935–36     | Nyugatmagyarországi LASz, I. osztály                                      | 12.      | 26           | 5        | 5         | 16      | -27          | 15       |
| 1936–37     | Nyugatmagyarországi LASz, II. osztály, Szombathelyi csoport               | 2.       | 22           | 18       | 1         | 3       | +63          | 37       |
| 1937–38     | Nyugati alszövetség, II. osztály, Szombathelyi csoport                    | 2.       | 18           | 12       | 4         | 2       | +44          | 28       |
| 1938–39     | Nyugati alszövetség, II. osztály, Szombathelyi csoport                    | 9.       | 20           | 4        | 2         | 14      | -24          | 10       |
| 1957–58     | NB II Nyugati csoport                                                     | 7.       | 36           | 13       | 15        | 8       | +11          | 41       |
| 1958–59     | NB II Nyugati csoport                                                     | 3.       | 30           | 13       | 10        | 7       | +20          | 36       |
| 1959–60     | NB II Nyugati csoport                                                     | 11.      | 30           | 9        | 9         | 12      | -14          | 27       |
| 1960–61     | NB II Nyugati csoport                                                     | 8.       | 30           | 14       | 2         | 14      | 0            | 30       |
| 1961–62     | NB II Nyugati csoport                                                     | 12.      | 30           | 8        | 7         | 15      | -17          | 23       |
| 1962–63     | NB II Nyugati csoport                                                     | 11.      | 30           | 9        | 8         | 13      | -17          | 26       |
| 1963 ősz    | NB II Nyugati csoport                                                     | 15.      | 17           | 5        | 2         | 10      | -11          | 12       |
| 1964        | NB II Nyugati csoport                                                     | 11.      | 34           | 12       | 6         | 16      | -9           | 30       |
| 1965        | NB II Nyugati csoport                                                     | 4.       | 34           | 15       | 9         | 10      | +15          | 39       |
| 1966        | NB II Nyugati csoport                                                     | 5.       | 34           | 19       | 5         | 10      | +36          | 43       |
| 1967        | NB II Nyugati csoport                                                     | 2.       | 30           | 16       | 4         | 10      | +8           | 36       |
| 1968        | NB II Nyugati csoport                                                     | 1.       | 30           | 18       | 8         | 4       | +41          | 44       |
| 1969        | NB I/B                                                                    | 3.       | 34           | 15       | 10        | 9       | +26          | 40       |
| 1970 tavasz | NB I/B „A” csoport                                                        | 5.       | 16           | 8        | 2         | 6       | +1           | 18       |
| 1970–71     | NB I/B                                                                    | 7.       | 34           | 12       | 11        | 11      | +6           | 40       |
| 1971–72     | NB I/B                                                                    | 2.       | 34           | 21       | 7         | 6       | +36          | 49       |
| 1972–73     | NB I                                                                      | 6.       | 30           | 13       | 7         | 10      | +5           | 33       |
| 1973–74     | NB I                                                                      | 12.      | 30           | 10       | 4         | 16      | -16          | 24       |
| 1974–75     | NB I                                                                      | 7.       | 28           | 11       | 5         | 12      | -3           | 27       |
| 1975–76     | NB I                                                                      | 10.      | 30           | 9        | 9         | 12      | -2           | 27       |
| 1976–77     | NB I                                                                      | 11.      | 34           | 12       | 7         | 15      | 0            | 31       |
| 1977–78     | NB I                                                                      | 12.      | 34           | 9        | 11        | 14      | -24          | 29       |
| 1978–79     | NB I                                                                      | 10.      | 34           | 10       | 12        | 12      | 0            | 32       |
| 1979–80     | NB I                                                                      | 9.       | 34           | 11       | 12        | 11      | -4           | 34       |
| 1980–81     | NB I                                                                      | 13.      | 34           | 10       | 7         | 17      | -18          | 27       |
| 1981–82     | NB I                                                                      | 13.      | 34           | 9        | 14        | 11      | -14          | 32       |
| 1982–83     | NB I                                                                      | 11.      | 30           | 8        | 10        | 12      | -9           | 26       |
| 1983–84     | NB I                                                                      | 7.       | 30           | 11       | 8         | 11      | +1           | 30       |
| 1984–85     | NB I                                                                      | 4.       | 30           | 13       | 8         | 9       | +7           | 34       |
| 1985–86     | NB I                                                                      | 4.       | 30           | 12       | 12        | 6       | +14          | 36       |
| 1986–87     | NB I                                                                      | 11.      | 30           | 9        | 11        | 10      | -1           | 29       |
| 1987–88     | NB I                                                                      | 14.      | 30           | 7        | 11        | 12      | -6           | 25       |
| 1988–89     | NB I                                                                      | 15.      | 30           | 7        | 9         | 14      | -7           | 34       |
| 1989–90     | NB II Nyugati csoport                                                     | 4.       | 30           | 15       | 5         | 10      | +12          | 50       |
| 1990–91     | NB II Nyugati csoport                                                     | 2.       | 30           | 17       | 8         | 5       | +27          | 42       |
| 1991–92     | NB I                                                                      | 16.      | 30           | 3        | 7         | 20      | -40          | 13       |
| 1992–93     | NB II Nyugati csoport                                                     | 6.       | 30           | 13       | 8         | 9       | +7           | 34       |
| 1993–94     | NB II Nyugati csoport                                                     | 2.       | 30           | 19       | 4         | 7       | +30          | 42       |
| 1994–95     | NB I                                                                      | 8.       | 30           | 12       | 6         | 12      | -7           | 42       |
| 1995–96     | NB I                                                                      | 10.      | 30           | 8        | 10        | 12      | -6           | 34       |
| 1996–97     | NB I                                                                      | 13.      | 34           | 11       | 7         | 16      | -17          | 40       |
| 1997–98     | NB I                                                                      | 7.       | 34           | 15       | 5         | 14      | +16          | 50       |
| 1998–99     | NB I                                                                      | 6.       | 34           | 15       | 8         | 11      | +6           | 53       |
| 1999–00     | NB I                                                                      | 11.      | 32           | 8        | 15        | 9       | +3           | 39       |
| 2000–01     | NB I                                                                      | 10.      | 36           | 10       | 14        | 12      | -13          | 41       |
| 2001–02     | NB I                                                                      | 1.       | 38           | 21       | 8         | 9       | +19          | 71       |
| 2002–03     | NB I                                                                      | 7.       | 32           | 15       | 8         | 9       | +13          | 53       |
| 2003–04     | NB I                                                                      | 9.       | 32           | 11       | 6         | 15      | -2           | 39       |
| 2004–05     | NB I                                                                      | 6.       | 30           | 13       | 5         | 12      | +3           | 44       |
| 2005–06     | NB I                                                                      | 11.      | 30           | 9        | 8         | 13      | -5           | 35       |
| 2006–07     | NB I                                                                      | 3.       | 30           | 17       | 4         | 9       | +16          | 55       |
| 2007–08     | NB I                                                                      | 7.       | 30           | 13       | 7         | 10      | +16          | 46       |
| 2008–09     | NB I                                                                      | 4.       | 30           | 15       | 7         | 8       | +8           | 52       |
| 2009–10     | NB I                                                                      | 5.       | 30           | 15       | 8         | 7       | +14          | 53       |
| 2010–11     | NB I                                                                      | 4.       | 30           | 14       | 6         | 10      | +4           | 48       |
| 2011–12     | NB I                                                                      | 16.      | 30           | 1        | 10        | 19      | -40          | 13       |
| 2012–13     | NB II Nyugati csoport                                                     | 4.       | 30           | 15       | 6         | 9       | +15          | 51       |
| 2013–14     | NB II                                                                     | 9.       | 30           | 9        | 12        | 9       | -5           | 39       |
| 2014–15     | NB II                                                                     | 8.       | 30           | 10       | 8         | 12      | -5           | 38       |
| 2015–16     | NB II                                                                     | 3.       | 30           | 17       | 4         | 9       | +25          | 55       |
| 2016–17     | NB II                                                                     | 7.       | 38           | 14       | 13        | 11      | +7           | 55       |
| 2017–18     | NB II                                                                     | 16.      | 38           | 12       | 8         | 18      | -13          | 44       |
| 2018–19     | NB II                                                                     | 1.       | 38           | 25       | 7         | 6       | +36          | 82       |
| 2019–20     | NB I                                                                      | 7.       | 33           | 11       | 10        | 12      | +7           | 43       |
| 2020–21     | NB I                                                                      | 9.       | 33           | 10       | 7         | 16      | 0            | 37       |
| 2021–22     | NB I                                                                      | 8.       | 33           | 10       | 9         | 14      | -14          | 39       |
| 2022–23     | NB I                                                                      | 9.       | 33           | 10       | 9         | 14      | -6           | 39       |
| 2023–24     | NB I                                                                      | 9.       | 33           | 12       | 7         | 14      | -6           | 43       |
| 2024–25     | NB I                                                                      | 10.      | 33           | 7        | 13        | 13      | -7           | 34       |

## Rekordok

### Gólkirályok
| Szezon    | Bajnokság | Játékos           | Mérkőzés | Gólszám |  |
| --------- | --------- | ----------------- | -------- | ------- |  |
| 1994–1995 | NB I      | Preisinger Sándor | 30       | 21      |  |
| 2002–2003 | NB I      | Kenesei Krisztián | 32       | 23      |  |
| 2007–2008 | NB I      | Waltner Róbert    | 30       | 18      |  |
| 2019–2020 | NB I      | Radó András       | 33       | 13      |  |
|           |           |                   |          |         |  |
| 1958–1959 | NB II     | Millei Sándor     | 28       | 19      |  |
| 1965      | NB II     | Tóth József       | 33       | 26      |  |
| 1990–1991 | NB II     | Kovács József     | 27       | 23      |  |
| 1993–1994 | NB II     | Preisinger Sándor | 27       | 21      |  |
| 2012–2013 | NB II     | Darko Pavicevic   | 26       | 16      |  |
| 2015–2016 | NB II     | Daru Bence        | 26       | 22      |  |

### Legtöbb gólt szerző játékosok
- Utolsó módosítás: 2021. július 28.
- Csak a magyar bajnokságban, a ZTE játékosaként szerzett gólok.
- A vastaggal jelzettek aktív játékosok.

| #   | Játékos           | Gólok száma | Időszak                |
| --- | ----------------- | ----------- | ---------------------- |
| 1.  | Tóth József       | 107         | 1960–1975              |
| 2.  | Waltner Róbert    | 92          | 2000–2002 \| 2004–2009 |
| 3.  | Szabó Rezső       | 91          | 1961–1963 \| 1966–1973 |
| 4.  | Soós István       | 69          | 1972–1987              |
| 5.  | Babati Benjamin   | 61          | 2012–2021              |
| 6.  | Preisinger Sándor | 56          | 1994–1996              |
| 6.  | Darko Pavićević   | 56          | 2008–2014              |
| 8.  | Sebők József      | 54          | 1995–2000 \| 2004–2007 |
| 9.  | Kereki Zoltán     | 50          | 1979–1984              |
| 10. | Michalecz István  | 46          | 1972–1983              |
| 11. | Kenesei Krisztián | 44          | 2001–2003              |
| 12. | Gass István       | 40          | 1980–1987              |
| 13. | Péter Zoltán      | 37          | 1977–1987              |
| 13. | Kámán Attila      | 37          | 1987–1990 \| 1996–1999 |
| 15. | Szabó II. Zsolt   | 35          | 1991–2000              |

### Legfiatalabban pályára lépő játékosok
Utolsó módosítás: 2021. július 28.
*1992-től számolt adat.
| #   | Játékos            | Bemutatkozás dátuma      | Ellenfél                 |
| --- | ------------------ | ------------------------ | ------------------------ |
| 1.  | Horváth Krisztofer | 16 évesen és 77 naposan  | Békéscsaba 1912 Előre    |
| 2.  | Kámi Belián        | 16 évesen és 229 naposan | Kisvárda FC              |
| 3.  | Kádár Tamás        | 16 évesen és 238 naposan | Vác FC                   |
| 4.  | Babati Benjamin    | 16 évesen és 266 naposan | Gyirmót FC Győr          |
| 5.  | Lendvai Miklós     | 16 évesen és 358 naposan | Ferencvárosi TC          |
| 5.  | Szabó Patrik       | 16 évesen és 358 naposan | Vác FC                   |
| 7.  | Ekker Milán        | 17 évesen és 70 naposan  | Szigetszentmiklósi TK    |
| 8.  | Csóka Dominik      | 17 évesen és 39 naposan  | Újpest FC                |
| 9.  | Molnár Tamás       | 17 évesen és 79 naposan  | Ferencvárosi TC          |
| 10. | Németh Dániel      | 17 évesen és 139 naposan | MOL Fehérvár FC          |
| 11. | Bíró András        | 17 évesen és 178 naposan | Nyíregyháza Spartacus FC |
| 12. | Horváth Dániel     | 17 évesen és 228 naposan | Békéscsaba 1912 Előre    |
| 13. | Horváth Marcell    | 17 évesen és 240 naposan | Teveli Medosz SE         |
| 14. | Horváth András     | 17 évesen és 262 naposan | Kaposvári Rákóczi FC     |
| 15. | Hegedűs Tamás      | 17 évesen és 270 naposan | BFC Siófok               |
| 16. | Kovács Barnabás    | 17 évesen és 271 naposan | MOL Fehérvár FC          |
| 17. | Vass György        | 17 évesen és 291 naposan | BFC Siófok               |
| 18. | Dufka Dániel       | 17 évesen és 323 naposan | Szigetszentmiklósi TK    |
| 19. | Ferencz Bálint     | 18 évesen és 11 naposan  | Szigetszentmiklósi TK    |
| 20. | Kottán Krisztián   | 18 évesen és 92 naposan  | MTK Budapest FC          |
| 21. | Bedi Bence         | 18 évesen és 97 naposan  | Békéscsaba 1912 Előre    |
| 22. | Pajor Imre         | 18 évesen és 99 naposan  | Soproni VSE              |
| 22. | Simonfalvi Gábor   | 18 évesen és 99 naposan  | Győri ETO FC             |
| 24. | Ágoston Donát      | 18 évesen és 110 naposan | Teveli Medosz SE         |
| 25. | Németh Erik        | 18 évesen és 119 naposan | Dorogi FC                |

## Nemzetközi mérleg
| Szezon    | Esemény                      | Kör             | Klub              | Eredmény |
| --------- | ---------------------------- | --------------- | ----------------- | -------- |
| 1985–1986 | Intertoto-kupa               | Csoportkör      | Aarhus GF         | 1–0, 4–4 |
| 1985–1986 | Intertoto-kupa               | Csoportkör      | KS Górnik Zabrze  | 0–1, 1–1 |
| 1985–1986 | Intertoto-kupa               | Csoportkör      | BSC Young Boys    | 1–4, 4–0 |
| 2002–2003 | Bajnokok Ligája              | 2. selejtezőkör | NK Zagreb         | 1–0, 1–2 |
| 2002–2003 | Bajnokok Ligája              | 3. selejtezőkör | Manchester United | 1–0, 0–5 |
| 2002–2003 | UEFA-kupa                    | 1. kör          | Dinamo Zagreb     | 0–6, 1–3 |
| 2007      | Intertotó-kupa               | 2. kör          | Rubin Kazany      | 0–3, 0–2 |
| 2010–2011 | Európa-liga                  | 1. selejtezőkör | KF Tirana         | 0–0, 0–1 |
| 2023–2024 | UEFA Európa Konferencia Liga | 2. selejtezőkör | NK Osijek         | 1–2, 0–1 |

## Vezetőedzők

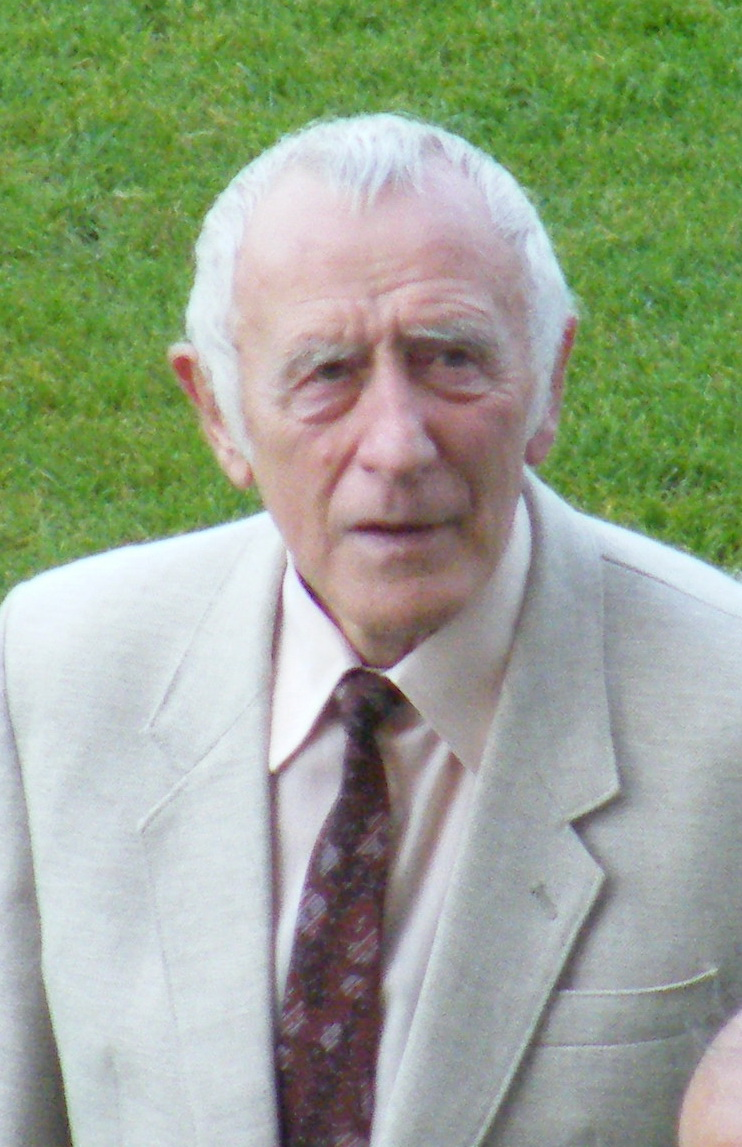
Szőcs János

| Hivatali idő | Vezetőedző(k)              |           | Hivatali idő                               | Vezetőedző(k) |                      | Hivatali idő | Vezetőedző(k)        |
| 1936         | Koszta Imre                | 1988      | Mészöly Kálmán                             | 2009–2011     | Csank János          |              |                      |
| 1957         | Szeder István              | 1988–1989 | Rónai István                               | 2011–2012     | Prukner László       |              |                      |
| 1957         | Vadas Miklós               | 1989–1990 | Kereki Zoltán                              | 2012–2013     | Preisinger Sándor    |              |                      |
| 1958         | Csöngei Pál                | 1991      | Madár Gábor                                | 2013          | Simon Antal          |              |                      |
| 1958–1959    | Jeny Rudolf                | 1991–1993 | Mihalecz István                            | 2013–2014     | Lendvai Miklós       |              |                      |
| 1960         | Szeder István              | 1993      | Bita József                                | 2014          | Lőrincz Emil         |              |                      |
| 1961         | Mátsay András Nádas István | 1994–1995 | Madár Gábor                                | 2014–2015     | Lendvai Miklós       |              |                      |
| 1961–1963    | Bányai Nándor              | 1995–1996 | Madár Gábor Szőcs János                    | 2015–2016     | Csank János          |              |                      |
| 1963         | Titkos Pál                 | 1996–1997 | Pusztai László Garamvölgyi Lajos           | 2016          | ifj. Mihalecz István |              |                      |
| 1964         | Göncz István               | 1997–1998 | Garamvölgyi Lajos                          | 2016–2017     | Csató Sándor         |              |                      |
| 1965–1967    | Pyber István               | 1998–1999 | Strausz László                             | 2017          | Zoran Spišljak       |              |                      |
| 1968–1978    | Szőcs János                | 1999–2000 | Tornyi Barnabás Leskó Zoltán Disztl László | 2017–2018     | Artner Tamás         |              |                      |
| 1978         | Kárpáti Béla               | 2000–2001 | Glázer Róbert Madár Gábor                  | 2018          | Nagy Tamás           |              |                      |
| 1978–1980    | Palicskó Tibor             | 2001–2003 | Bozsik Péter                               | 2018–2020     | Dobos Barna          |              |                      |
| 1980–1981    | Lantos Mihály              | 2003–2004 | Bozsik Péter Mihalecz István Gellei Imre   | 2020          | Márton Gábor         |              |                      |
| 1981–1982    | Szőcs János                | 2004–2005 | Gellei Imre                                | 2020–2021     | Boér Gábor           |              |                      |
| 1982–1983    | Rónai István               | 2005–2006 | Dajka László Szentes Lázár Simon Antal     | 2021–2022     | Waltner Róbert       |              |                      |
| 1983–1986    | Gellei Imre                | 2006–2007 | Simon Antal Nagy Tamás                     | 2022          | Molnár Balázs        |              |                      |
| 1986         | Dunai Antal                | 2007–2008 | Slavko Petrović Nagy Mihály                | 2022–2023     | Ricardo Moniz        |              |                      |
| 1986–1988    | Szabó Rezső                | 2008–2009 | Supka Attila Csank János                   | 2023          | Boér Gábor           |              |                      |
|              |                            |           |                                            | 2023–2025     | Márton Gábor         |              |                      |
|              |                            |           |                                            |               |                      | 2025         | ifj. Mihalecz István |

## Játékoskeret
Utolsó módosítás: 2024. szeptember 2.
A vastaggal jelzett játékosok felnőtt válogatottsággal rendelkeznek.
A dőlttel jelzett játékosok kölcsönben szerepelnek a klubnál.
*A második csapatban is pályára lépő játékos.
**Kooperációs szerződéssel a Mosonmagyaróvár csapatában is pályára lépő játékos.
Az érték oszlopban szereplő , , és = jelek azt mutatják, hogy a Transfermarkt legutóbbi adatfrissítése előtti állapothoz képest mennyit nőtt, csökkent a játékos értéke, vagy ha nem változott, akkor azt az = jel mutatja.
| Mezszám                | Név                  | Nemzetiség       | Születési hely | Születési idő (kor)           | Korábbi csapat           | Érték(€)           | Szerződés lejárta |
| Kapusok                | Kapusok              | Kapusok          | Kapusok        | Kapusok                       | Kapusok                  | Kapusok            | Kapusok           |
| ---------------------- | -------------------- | ---------------- | -------------- | ----------------------------- | ------------------------ | ------------------ | ----------------- |
| 1                      | Gundel-Takács Bence  | magyar           | Budapest       | 1998. április 6. (27 éves)    | Budafoki MTE             | 150 000 (=)        | 2026.06.30.       |
| 22                     | Németh Ervin         | magyar           | Pécs           | 2003. július 5. (22 éves)     | Nafta Lendva             | 125 000 ( 50 000)  | Nem publikus      |
| 46                     | Köcse Bence*         | magyar           | Nyíregyháza    | 2002. február 25. (23 éves)   | Utánpótlásból került fel | ?                  | Nem publikus      |
| Védők                  |                      |                  |                |                               |                          |                    |                   |
| 2                      | Sebő Deme*           | magyar           | Budapest       | 2006. május 21. (19 éves)     | Utánpótlásból került fel | ?                  | Nem publikus      |
| 3                      | Olekszandr Szafronov | ukrán            | Zaporizzsja    | 1999. június 11. (26 éves)    | NK Nafta Lendava         | 400 000 ( 150 000) | 2025.06.30.       |
| 5                      | Várkonyi Bence       | magyar           | Budapest       | 2002. március 18. (23 éves)   | MTK Budapest FC          | 225 000 ( 50 000)  | 2026.06.30.       |
| 13                     | Csontos Dominik      | magyar           | Székesfehérvár | 2002. november 8. (22 éves)   | Győri ETO FC             | 200 000 ( 190 000) | Nem publikus      |
| 17                     | Nyíri Vince          | magyar           | Keszthely      | 2001. június 27. (24 éves)    | Győri ETO FC             | 150 000 (=)        | 2026.06.30        |
| 21                     | Csóka Dániel         | magyar           | Zalaegerszeg   | 2000. április 4. (25 éves)    | AFC Wimbledon            | 325 000 ( 25 000)  | 2025.06.30.       |
| 24                     | Marko Čubrilo        | bosnyák          | Újvidék        | 1998. május 3. (27 éves)      | FK Igman Konjic          | 250 000 (=)        | 2025.06.30.       |
| 41                     | Sztéfanosz Evangélu  | görög            | Athén          | 1998. május 12. (27 éves)     | NK Osijek                | 300 000 ( 50 000)  | 2025.06.30.       |
| Középpályások          |                      |                  |                |                               |                          |                    |                   |
| 6                      | Mim Gergely          | magyar           | Pécs           | 1999. június 7. (26 éves)     | Puskás Akadémia FC       | 350 000 ( 50 000)  | 2025.06.30.       |
| 10                     | Yohan Croizet        | francia          | Sarrebourg     | 1992. február 15. (33 éves)   | Újpest FC                | 350 000 (=)        | 2024.06.30.       |
| 11                     | Szendrei Norbert     | magyar           | Nyíregyháza    | 2000. március 27. (25 éves)   | Fehérvár FC              | 450 000 ( 125 000) | 2026.06.30.       |
| 18                     | Bojan Sankovic       | MNE · horvát     | Knin           | 1993. november 21. (31 éves)  | Jertisz Pavlodar FK      | 350 000 (=)        | 2025.06.30.       |
| 23                     | Sinan Medgyes        | magyar · szlovák | Dunaszerdahely | 1993. június 30. (32 éves)    | Diósgyőri VTK            | 275 000 ( 25 000)  | 2025.06.30.       |
| 49                     | Kiss Bence           | magyar           | Celldömölk     | 1999. július 1. (26 éves)     | Kecskeméti TE            | 250 000 ( 75 000)  | Nem publikus      |
| 67                     | Bakti Balázs         | magyar           | Budapest       | 2004. december 31.            | Puskás Akadémia FC       | 175 000 (=)        | 2025.06.30        |
| Támadók                |                      |                  |                |                               |                          |                    |                   |
| 7                      | Kristian Fućak       | horvát           | Fiume          | 1998. november 14. (26 éves)  | NK Osijek                | 500 000 ( 150 000) | 2025.06.30.       |
| 9                      | Sajbán Máté          | magyar           | Budapest       | 1995. december 19. (29 éves)  | Paksi FC                 | 325 000 ( 75 000)  | 2025.06.30.       |
| 27                     | Krajcsovics Ábel     | magyar           | Debrecen       | 2004. augusztus 17. (20 éves) | Budapest Honvéd FC       | 75 000 (=)         | 2025.06.30.       |
| 77                     | Josip Špoljarić      | horvát           | Eszék          | 1997. január 5. (28 éves)     | NK Osijek                | 250 000 ( 50 000)  | 2025.06.30.       |
| 88                     | Vogyicska Balázs     | magyar           | Mohács         | 2003. február 27. (22 éves)   | Ferencváros II           | 125 000 (=)        | 2025.06.30.       |
| 97                     | Németh Dániel**      | magyar           | Gyöngyös       | 2003. október 9. (21 éves)    | Budapest Honvéd FC       | 250 000 (=)        | 2025.06.30.       |
| 99                     | Csanád-Vilmos Dénes  | magyar           | Budapest       | 2004. november 17. (20 éves)  | BFC Siófok               | 125 000 ( 50 000)  | 2026.06.30        |
| Kölcsönadott játékosok |                      |                  |                |                               |                          |                    |                   |
| Név                    | Poszt                | Nemzetiség       | Születési hely | Születési idő (kor)           | Kölcsönben itt           | Érték (€)          | Kölcsön lejárta   |
| Senkó Zsombor          | kapus                | magyar           | Zalaegerszeg   | 2003. január 4. (22 éves)     | NK Nafta 1903            | 150 000 ( 50 000)  | 2025.05.31.       |
| Huszti András          | védő                 | magyar           | Pécs           | 2001. január 29. (24 éves)    | Fehérvár FC              | 350 000 (=)        | 2025.06.30.       |
| Papp Csongor           | középpályás          | magyar           | Zalaegerszeg   | 2005. február 22. (20 éves)   | Szentlőrinc SE           | ?                  | 2025.06.30.       |
| Klausz Milán           | támadó               | magyar           | Komárom        | 2005. február 24. (20 éves)   | NK Nafta Lendava         | 175 000 (=)        | 2024.06.30.       |
| Szalay Szabolcs        | támadó               | magyar           | Veszprém       | 2002. február 17. (23 éves)   | NK Nafta Lendava         | 200 000 ( 25 000)  | 2025.06.30.       |

## Klubvezetés és szakmai stáb
2023. november 13. szerint.
| Klubvezetés                            | Klubvezetés      | ZTE FC Szakmai stáb            | ZTE FC Szakmai stáb   | ZTE II Szakmai stáb                   | ZTE II Szakmai stáb |
| -------------------------------------- | ---------------- | ------------------------------ | --------------------- | ------------------------------------- | ------------------- |
| Elnök                                  | Végh Gábor       | Vezetőedző                     | Márton Gábor          | Vezetőedző                            | Koller Zoltán       |
| Megbízott cégvezető                    | Mocnek Mária     | Másodedző                      | Pisont István         | Másodedző                             | Baráth Martin       |
| Sportigazgató                          | Sallói István    | Erőnléti edző                  | Brian van der Steen   | Kapusedző                             | Kópicz László       |
| Menedzsment                            | Menedzsment      | Kapusedző                      | Vlaszák Géza          | Technikai vezető                      | Bojkovszky Bence    |
| Marketing és kommunikációs vezető      | Balázs Andrea    | Technikai vezető               | Török Márió           | Videóelemző                           | Hegedűs Olivér      |
| Gazdasági vezető                       | Farkas Nikoletta | Videóelemző                    | Pálfi Zoltán          | Gyógytornász és fizioterapeuta        | Meidl Zalán         |
| Értékesítési vezető                    | Szűsz András     | Gyógytornász és fizioterapeuta | Domiter Eszter        | Utánpótlás                            | Utánpótlás          |
| Klub- és aréna menedzser               | Mezriczki Márk   | Kit menedzser                  | Pálinkás-Zsámár Anita | Utánpótlás szakág- és akadémia vezető | Molnár Balázs       |
| Vezető scout                           | Makrai Márk      | Masszőr                        | Barabás Marcell       | Utánpótlás operatív vezető            | Tóth Ádám           |
| Marketing és kommunikációs koordinátor | Kovács Krisztián | Masszőr                        | Sánta Patrícia        | Technikai asszisztens                 | Péter Péter         |
| Gazdasági manager                      | Dömötör Dorina   |                                |                       |                                       |                     |
| Pénzügyi asszisztens                   | Harmath Zsanett  |                                |                       |                                       |                     |
| Szurkolói koordinátor                  | Sebők József     |                                |                       |                                       |                     |
| Általános koordinátor                  | Schroll Jenő     |                                |                       |                                       |                     |

## Magyar válogatott játékosok
Utolsó módosítás: 2023. április 24.
Zárójelben a mérkőzések, illetve a szerzett gólok száma.
*Meghívót kapott, de sérülés miatt nem tudott pályára lépni.
| - Arany László (3/0) - Babati Benjamin* (0/0) - Balog Zoltán (1/0) - Bolla Bendegúz (7/0) - Demjén Patrik (0/0) - Devecseri Szilárd (3/0) - Egressy Gábor (21/1) - Farkas Balázs (3/0) - Ferenczi István (9/2) - Futács Márkó (3/0) - Horváth András (2/1) - Horváth Attila (2/0) - Ivanics László (1/0) - Kádár Tamás (57/1) - Kámán Attila (1/0) | - Kenesei Krisztián (29/9) - Kereki Zoltán (37/7) - Kiss Sándor (2/2) - Kovács József (2/2) - Lendvai Miklós (23/0) - Könyves Norbert (5/1) - Kriston Attila (1/0) - Lendvai Miklós (23/0) - Majoros Árpád (1/0) - Mocsi Attila (0/0) - Molnár Balázs (14/0) - Péter Zoltán (28/4) - Preisinger Sándor (5/0) - Radó András (0/0) - Sebők József (12/2) - Sebők Vilmos (52/9) | - Soós István (1/0) - Stieber Zoltán (26/3) - Szamosi Tamás (3/0) - Szentes Lázár (6/3) - Szappanos Péter (1/0) - Sztipánovics Barnabás (1/0) - Tamás Krisztián* (0/0) - Telek András (24/0) - Torma Gábor (7/0) - Tóth Norbert (19/1) - Tököli Attila (25/3) - Urbán Flórián (40/4) - Vincze Ottó (11/0) - Vlaszák Géza (5/0) - Waltner Róbert (6/0) |

## A klub korábbi híres játékosai

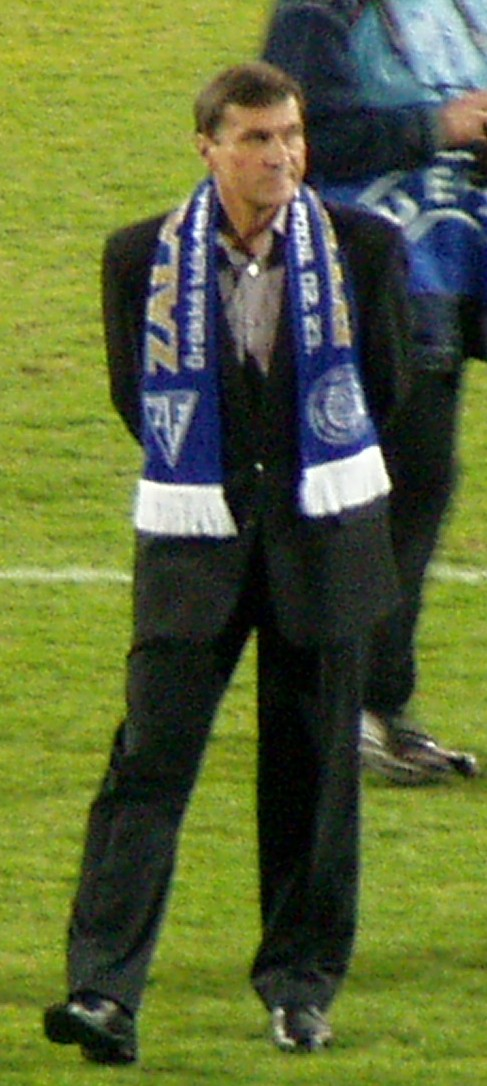
Soós István

- Lásd még: A ZTE labdarúgóinak listája

A félkövérrel írt játékosok válogatott labdarúgók
- Eros Grezda
- Darko Ljubojević
- Đorđe Kamber
- Emir Halilović
- Fánosz Katelárisz
- Prince Rajcomar
- Rajko Lekic
- Roguy Méyé
- Ivan Dudić
- Saša Ilić
- Artjoms Rudņevs
- Daniils Turkovs
- Nikola Szerafimov
- Darko Pavićević
- Ivan Delić
- Cornel Casoltan
- Radu Sabo
- Sorin Botiș
- Đorđe Babalj
- Milan Bogunović
- Milan Davidov
- Nikola Mitrovic
- Juraj Dovičovič
- Marián Sluka
- Primož Gliha
- Matej Miljatovič
- Antoni János
- Arany László
- Babati Benjamin
- Babati Ferenc
- Balázs Zsolt
- Balázs Zsolt
- Balog Csaba
- Balog Zoltán
- Bita Zoltán
- Bobál Gergely
- Bolemányi János
- Bolla Bendegúz
- Bogáti Attila
- Bőle Lukács
- Csepregi András
- Csepregi László
- Csóka Zsolt
- Czigány Csaba
- Daru Bence
- Demjén Patrik
- Déri László
- Devecseri Szilárd
- Dobos Sándor
- Egressy Gábor
- Farkas Balázs
- Farkas Csaba
- Ferenczi István
- Filó László
- Fujsz Ferenc
- Futács Márkó
- Gass István
- Gáspár Gyula
- Galántai Tibor
- Gyánó Szabolcs
- Horváth András
- Horváth Attila
- Horváth Krisztofer
- Ivanics László
- id. Józsi György
- ifj. Józsi György
- Kádár Tamás
- Kaj András
- Kámán Attila
- Kanász József
- Kenesei Krisztián
- Kereki Zoltán
- Kerkai Gyula
- Kiss Sándor
- Kocsárdi Gergely
- Koplárovics Béla
- Konrád László
- Koszta Márk
- Kovács József
- Könyves Norbert
- Kriston Attila
- Lendvai Miklós
- Madár Gábor
- Majoros Árpád
- Máté Péter
- Mihalecz István
- Mocsi Attila
- Molnár Balázs
- Molnár László
- Nagy Imre
- Nagy Lajos
- Németh Tamás
- Papp Antal
- Pecsics Tibor
- Péter Zoltán
- Preisinger Sándor
- Prokisch Károly
- Rácz László
- Radó András
- Rózsa László
- Sebők József
- Sebők Vilmos
- Simon Károly
- Sipos Sándor
- Soós István
- Stieber Zoltán
- Szabó I Zsolt
- Szabó II Zsolt
- Szabó Rezső
- Szamosi Tamás
- Szappanos Péter
- Szentes Lázár
- Szimacsek Tibor
- Szőcs János
- Sztipánovics Barnabás
- Takács Jenő
- Tajti Mátyás
- Telek András
- Torma Gábor
- Tóth Gyula
- Tóth Norbert
- Tóth József
- Tököli Attila
- Török József
- Turi Géza
- Urbán Flórián
- Varga István
- Varga Zoltán
- Vincze Ottó
- Vlaszák Géza
- Waltner Róbert

## Külföldi válogatott játékosok
Utolsó módosítás: 2022. június 19.
A félkövérrel írt játékosok aktív labdarúgók.
- Roguy Méyé, 39-szeres gaboni válogatott.
- Artjoms Rudņevs, 38-szoros lett válogatott.
- Primož Gliha, 28-szoros szlovén válogatott.
- Imad Zatara, 28-szoros palesztin válogatott.
- Eros Grezda, 12-szeres albán válogatott.
- Fánosz Katelárisz, 12-szeres ciprusi válogatott.
- George Ganugrava, 10-szeres grúz válogatott.
- Prince Rajcomar, 8-szoros curaçaói válogatott.
- Ivan Dudić, 7-szeres jugoszláv válogatott.
- Daniils Turkovs, 5-szörös lett válogatott.
- Stefan Cebara, 5-szörös kanadai válogatott.
- Preszlav Borukov, 2-szeres bolgár válogatott.
- Nikola Szerafimov, 2-szeres észak-macedón válogatott.
- Saša Ilić, 2-szeres jugoszláv válogatott.
- Juraj Dovičovič, 2-szeres szlovák válogatott.
- Radoslav Kráľ, 2-szeres szlovák válogatott.
- Martin Lipčák, 2-szeres szlovák válogatott.
- Ivan Delić, 2-szeres montenegrói válogatott.
- Rajko Lekic, 1-szeres dán válogatott.
- Đorđe Kamber, 1-szeres bosnyák válogatott.
- Emir Halilović, 1-szeres bosnyák válogatott.
- Igor Melher, 1-szeres bosnyák válogatott.
- Liviu Antal, 1-szeres román válogatott.
- Nikola Mitrović, 1-szeres szerb válogatott.
- Tomáš Ďubek, 1-szeres szlovák válogatott.

## Támogatók
Utolsó módosítás: 2021. szeptember 21. 
Főszponzor:
- Pharos '95 Kft.

Mezszponzor:
- 2Rule

További szponzorok:
- Babati és Társa Kft.
- Best Grundbau Kft.
- BioTech USA
- Duna Aszfalt
- GK Industry Technology Kft.
- Göcsej Nyomda
- Klimatrend Hungary
- Lipóti Pékség
- MOL Magyar Kupa
- OTP Bank Liga
- Pellet Hungary Kft.
- Szabadics Zrt.
- Tippmix
- West Hungary Textil
- ZÁÉV Építőipari Zrt.
- Zalaegerszeg Megyei Jogú Város

## ZTE Fieszta
| Év   | Ellenfél         | Eredmény                      |
| 2019 | al-Ittihad Kalba | 2–1 (Félidőben félbeszakadt)  |
| 2020 | NK Osijek        | 2–0 (ZTE győzelem)            |
| 2021 | AEK Larnaca      | 0–0 (Döntetlen)               |
| 2022 | AC Milan         | 3–2 (ZTE győzelem)            |
| 2023 | Union Berlin     | 3–2 (ZTE győzelem)            |
| 2024 | HNK Šibenik      | 1–2 (Šibenik győzelem)        |
| 2025 | Leicester City   | 0–1 (Leicester City győzelem) |

## Szurkolók
Két jelentősebb szervezett szurkolói csoport biztatja a csapatatot: az ARMADA, amely 1993. június 13-án alakult és az Ultras Zalaegerszeg, amely 2008-ban bontott zászlót, ezzel összefogva a fiatalokat.